# André Moillen
André F. Moillen, född 1906, död 15 januari 1952 i Corseaux i Vaud, var en schweizisk bobåkare. Han deltog vid olympiska vinterspelen 1928 i Sankt Moritz och kom på trettonde plats i fyrmansbob. Han vann en silvermedalj i fyrmansbob vid det första FIBT-världsmästerskapet i Montreux, Schweiz på Caux-sur-Montreux-hotellet år 1930.
Han var kusin till Jean Moillen. De dödades tillsammans i en bilolycka 1952, när de krockade med en lastbil som inte hade sina lyktor tända.